# Kalvnäsets naturreservat
Kalvnäset är ett naturreservat i Harbo socken, Heby kommun.
Kalvnäset är ett näs i Tämnaren, och består huvudsakligen av gammal betesmark, och uppväxt ekskog. 
Harbonäs och dess underlydande frälsegårdar har här hållit sina djur i bete så länge. Redan 1500 skedde en syn mellan Hillevi Axelsdotter (Brahe, danska ätten) på Aspnäs och bönderna i Bälinge härad om gränsen mellan böndernas och hennes marker. Bönderna säg ha velat tillvålla sig hennes betesängar i Bondmuren, som är namnet just på betesmarkerna här på Kalvnäset och strax söder därom.

## Miljöbilder

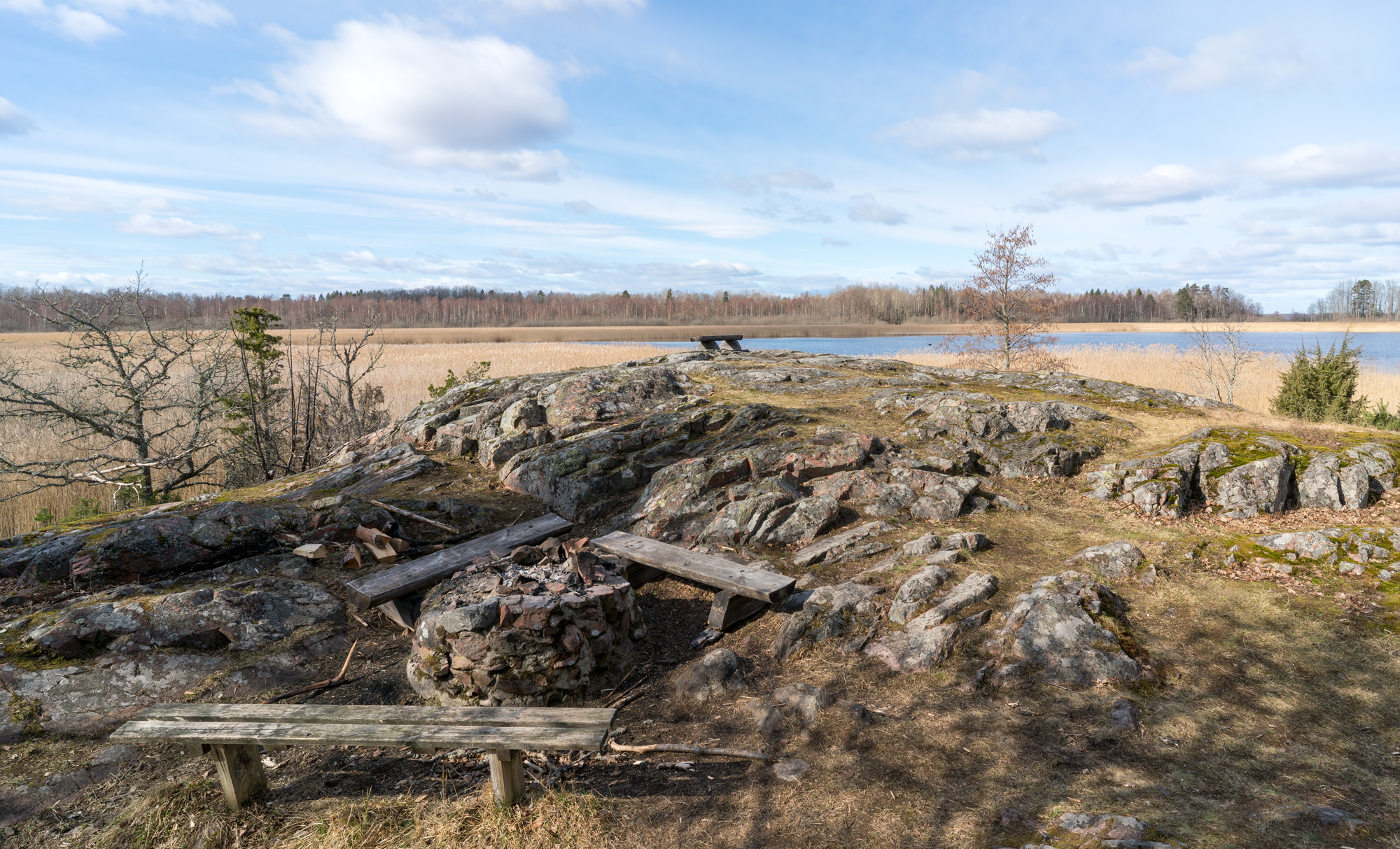
En av flera grillplatser i reservatet.
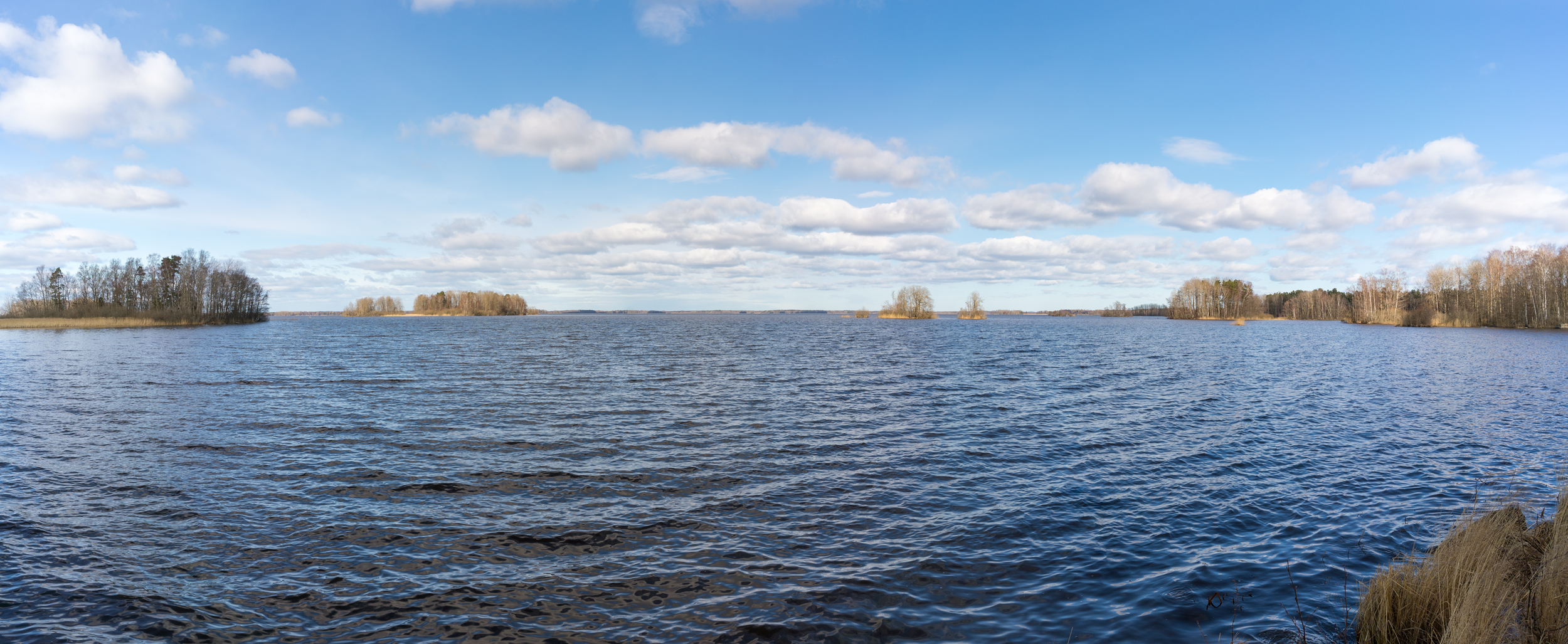
Vy mot Tämnaren från "Udden".
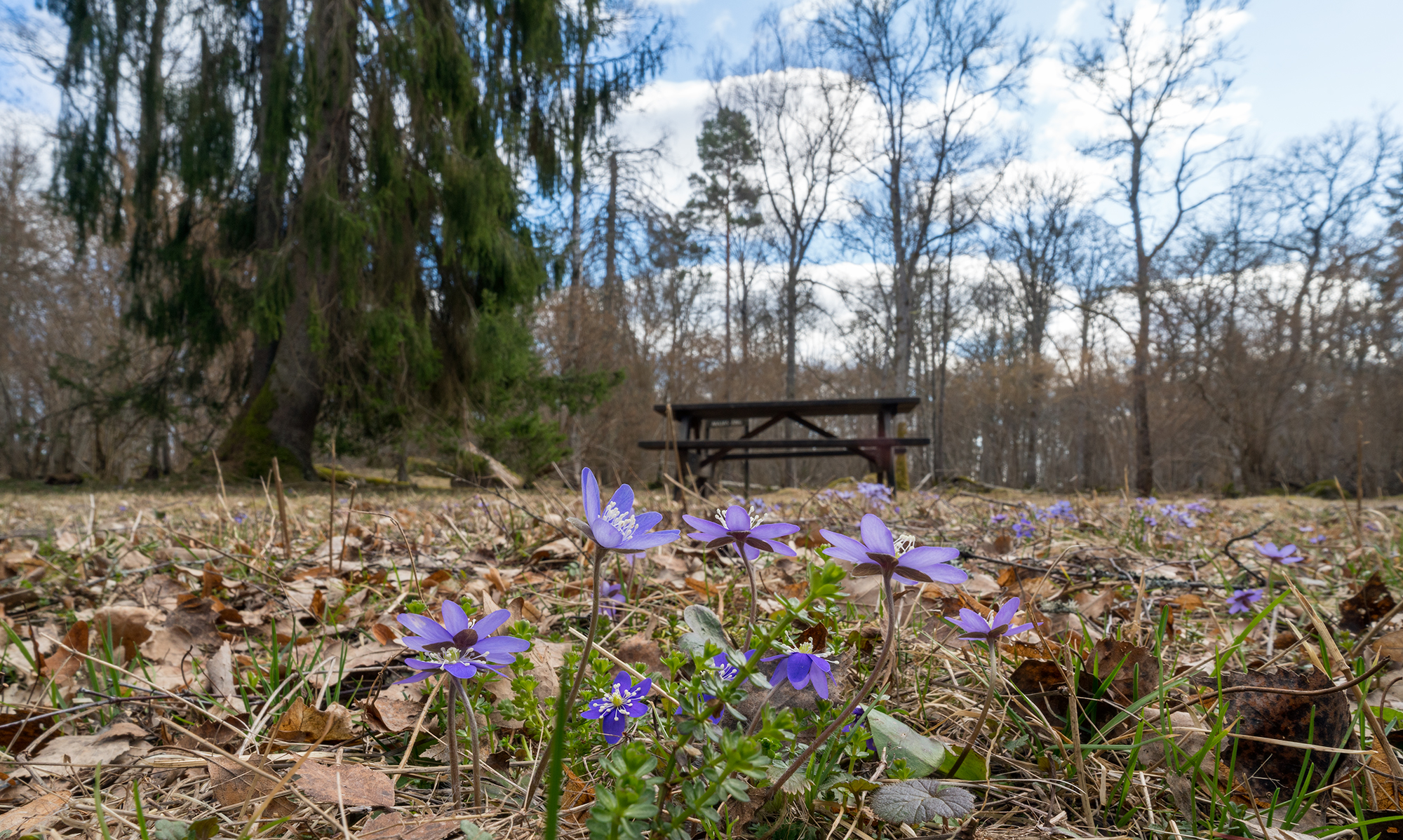
Majas äng.
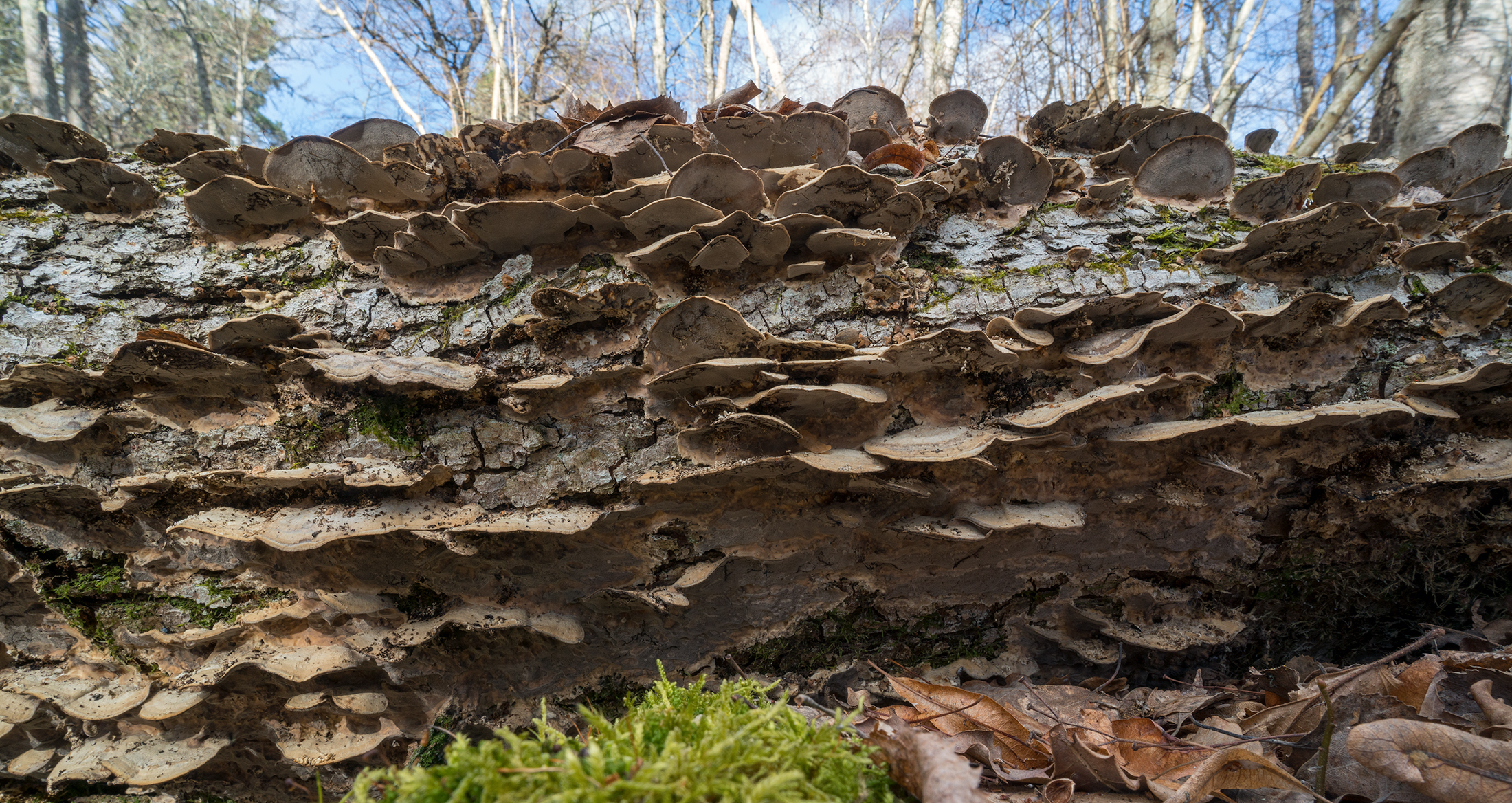
Vedsvampar är vanliga i reservatet.